# Sebedín-Bečov
Sebedín - Bečov est un village de Slovaquie situé dans la région de Banská Bystrica.

## Histoire
Première mention écrite du village en 1406.

## Démographie

### Évolution de la population
| Année:               | 1994. | 2004.    | 2014.   | 2024.   |
| -------------------- | ----- | -------- | ------- | ------- |
| Nombre de personnes: | 324   | 397      | 369     | 360     |
| Différence:          |       | +22,53 % | -7,05 % | -2,43 % |

| Année:               | 2023. | 2024.   |
| -------------------- | ----- | ------- |
| Nombre de personnes: | 354   | 360     |
| Différence:          |       | +1,69 % |